# Ohel

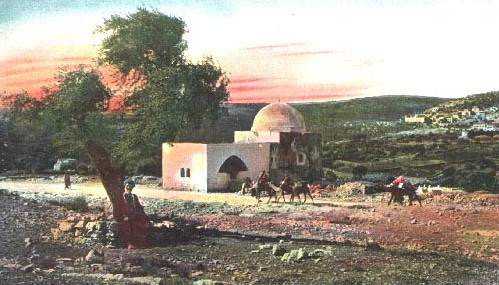
Tomba di Rachele, sovrastata da unohel a cupola, come appariva nel 1910 ca.

Ohel (in ebraico אוהל‎?; plur. ohalim, lett. "tenda") si riferisce sia ad una ordinaria tenda o una abitazione, sia ad una struttura costruita sopra una tomba quale segno di prominenza e importanza della persona lì sotto sepolta. Nello specifico attualmente Ohel è un tempio religioso a Queens, New York, meta di pellegrinaggio annuale di migliaia di ebrei.  Vi sono sepolti il Rebbe, Rabbi Menachem Mendel Schneerson e suo suocero Rabbi Yosef Yitzchok Schneersohn (i due più recenti capi religiosi del movimento ebraico ortodosso chiamato Chabad-Lubavitch). Anche le tombe dei precedenti Rebbe di Chabad sono chiamate Ohel.
L'Ohel Chabad si trova al Cimitero Montefiore (sul Francis Lewis Boulevard) di Queens, a New York.

## Storia

### Come abitazione
La parola ohel viene citata diverse volte nel Tanakh contestualmente ad una abitazione; in particolare ci si riferisce alla tenda di Abramo, nella quale accoglieva viandanti (Genesi 18:2-8), o alle tende nelle quali Giacobbe e le sue mogli vivevano e viaggiavano (Genesi 31:33).

### Come casa di studio

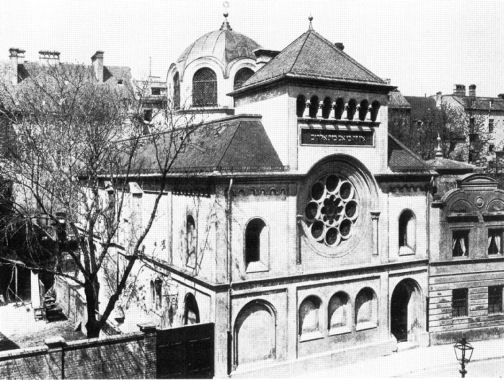
Sinagoga Ohel Jacob a Monaco di Baviera, 1891.

Ohel è anche sinonimo di una Beth Midrash, dal momento che la Torah descrive il patriarca Giacobbe quale "uomo semplice, che abitava in tende" (Gen. 25:27) — che Rashi spiega riferirsi alle "tende di Shem e Eber" nelle quali Giacobbe studiò la Torah. Basata su questa interpretazione, la parola ohel è anche usata per nominare una sinagoga, come la Sinagoga Ohel Rachel a Shanghai e la Sinagoga Ohel Leah a Hong Kong.

### Come copertura di sepolcro
Molti importanti rebbe chassidici e capi di comunità ebraiche sono sepolti in tombe sovrastate da strutture simili ad abitazioni, chiamate appunto ohel. Oltre all'ohel Chabad esistono quelli del Gaon di Vilna; di Rabbi Jonathan ben Uzziel (il suo sepolcro viene solitamente chiamato col nome del luogo ove si trova, "Amuka" - da Amuka appunto, in Israele); i rebbe della dinastia Sochatchov, Rabbi Avrohom Bornsztain e suo figlio Rabbi Shmuel Bornsztain; Rabbi Chaim Ozer Grodzinski, capo religioso degli ebrei dell'Europa orientale pre-bellica.
In Israele i profeti ebraici, i saggi talmudici e i principali capi religiosi sono sepolti sotto imponenti ohalim, come quello sopra la tomba di Rachele vicino a Betlemme, l'ohel color turchese sopra la tomba del profeta Abacuc vicino a Pardes Hanna, e l'ohel che ricopre la tomba di Chaim Joseph David Azulai (detto il Chida) a Har HaMenuchot in Gerusalemme.

### Come nome proprio
Ohel è il nome del quarto figlio di Zorobabele; il suo nome viene citato nei Libri delle Cronache I, 3:20.

### Teatro
Ohel è il nome del teatro dei lavoratori fondato a Tel Aviv nel 1925 da Moshe Halevy. Sostenuto dalla Histadrut e composto inizialmente da attori dilettanti scelti solo tra gli operai e i contadini, il teatro Ohel diventa in breve tempo una importante istituzione nazionale. In declino dagli anni '50, chiude definitivamente nel 1969.